# B'Tselem
B'Tselem est une ONG israélienne. C'est le centre israélien d'information pour les droits de l'homme dans les territoires occupés.
Le mot B'Tselem, en hébreu בצלם, signifie « à l’image de » et est une allusion au verset 1:27 du Livre de la Genèse « Dieu créa les humains à son image : il les créa à l'image de Dieu ; homme et femme il les créa. ».

## Histoire
Le groupe est fondé le 3 février 1989 par plusieurs personnalités publiques israéliennes, dont des avocats, journalistes, universitaires et membres de la Knesset. Sa tâche principale consiste à « documenter et informer le public et les décideurs israéliens sur les violations des droits de l'Homme dans les territoires occupés, combattre la situation de déni dominant le public israélien, et aider à créer une culture des droits de l'Homme en Israël ».
La premier rapport de B'Tselem documente la torture de prisonniers palestiniens d'Israël en 1991: cette action a pour conséquences des débats à la Knesset, un débat public et la création de commissions d'enquêtes officielles.
En décembre 2021, B'Tselem dénonce une nouvelle réglementation à Tsahal, qui autorise les soldats israéliens à tirer sur les civils palestiniens présents sur les zones de combat (les civils israéliens étant protégés par le système judiciaire civil, alors que c'est le régime militaire qui s'applique pour les Palestiniens). Yael Stein, directrice de recherche de B'Tselem, déclare cependant que les tirs sur des civils, dont des enfants, se produisaient fréquemment même avant le changement de règles. 
En 2021, pour la première fois, B'Tselem se prononce au sujet d'Israël et l'analogie de l'apartheid, déclarant que la situation en Israël est de l'apartheid, dans la mesure où les Palestiniens de la bande de Gaza, de Cisjordanie et de Jérusalem-Est ont moins de droits que les Juifs,. 

## Financement
B'Tselem est une organisation dont le financement est assuré par des fondations européennes, israéliennes et américaines soutenant les défenseurs des droits de l'homme, par des individus, ainsi que par plusieurs gouvernements occidentaux et la Commission européenne. Ainsi, la Commission nationale consultative des droits de l'homme (CNCDH), institution française de protection et de promotion des droits de l'Homme, déclare que cette ONG incarne « l'une des principales voix contre l'occupation ». Elle est cependant menacée par le gouvernement israélien, qui restreint ses droits, notamment en 2018 par une loi « sur la transparence ».

## Critiques
Certains médias israéliens critiquent l'action de l'ONG et la fiabilité des données,,,,.
Selon Le Monde, la droite et l'extrême-droite en Israël se déchainent contre l'ONG qu'ils jugent « marginale et déconnectée » de la réalité. À la suite d'un discours prononcé en 2016 par son directeur Hagai El-Ad devant le Conseil de sécurité des Nations unies, le premier ministre israélien Benyamin Netanyahou compare B'Tselem à une organisation « traître à la patrie »,.
Toujours selon Le Monde, l'ONG est en Israël victime de menaces, de pressions, car elle est « la mauvaise conscience d’un pays installé dans le déni de l’occupation ». Une loi de 2016 vise ainsi explicitement les ONG touchant plus de la moitié de leur financement de l’étranger, et les députés de la Knesset ont également discuté d’un projet de suppression des exonérations fiscales pour les ONG considérées comme « hostiles à l’État ».

## Prix
- 1989 - Prix des Droits de l'Homme Carter-Menil[18],[19]
- 2009 - Prix britannique One World Media[1]
- 2011 - Prix danois des droits de l'homme de la Fondation PL
- 2012 - Prix du Forum des réalisateurs de documentaires israéliens
- 2014 - Prix des droits humains de Stockholm
- 2018 - Prix des Droits de l'homme de la République française[20],[21]